# Maria Mandessi Bell
Pour les articles homonymes, voir Bell.
Maria Mandessi Bell est une Camerounaise protestante d'ethnie Douala.

## Biographie
Maria Mandessi Bell (1896-1990) est une aristocrate descendante du roi Sawa, dynastie régnante à Douala depuis 1770. Elle fut mariée à Mamadou Diop Yandé, un cousin de Léopold Sédar Senghor. 
Elle est la fille de David Mandessi Bell, décédé le 14 novembre 1936, et qui est le fils adoptif du roi N’dumbe Lobé. 
David Manga Mandessi Bell, le père de Maria, était le plus gros exportateur de bananes. Sa prospérité lui permit d'envoyer sa fille, Maria, étudier en Allemagne. Il construit par ailleurs le Palais des rois Bell, en 1904. Ce palais surnommé « La Pagode », est situé dans le quartier administratif de Bonanjo.